# John Hardee

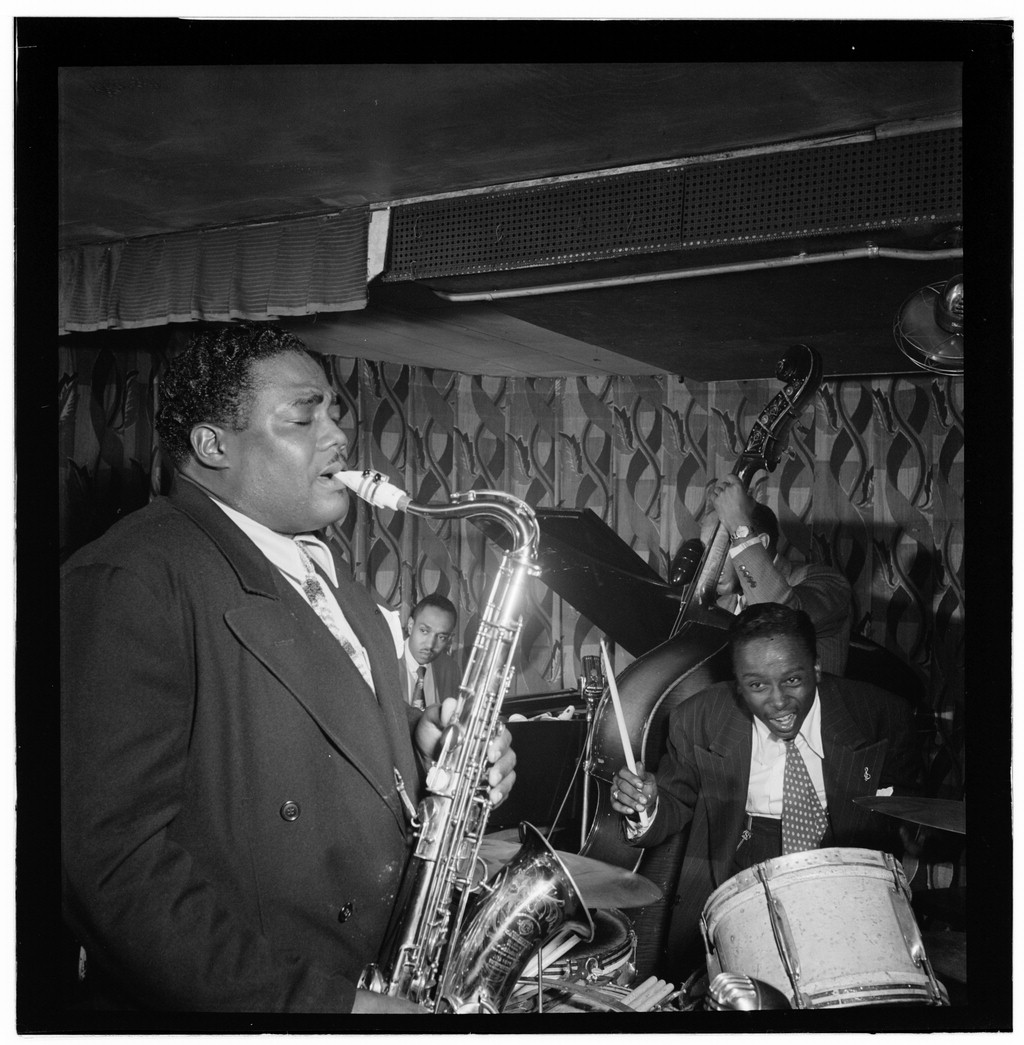
John Hardee (links) bei einem Auftritt im Famous Door, NYC, ca. Juli 1947.
Fotografie von William P. Gottlieb.

John Hardee (* 20. Dezember 1918 in Corsicana, Texas; † 18. Mai 1984 in  Dallas, Texas) war ein US-amerikanischer Tenorsaxophonist des  Swing sowie Musikpädagoge.

## Leben
Schon während seiner Zeit am Bishop College tourte er mit Don Albert (1937/38), machte 1941 seinen Abschluss, arbeitete als Banddirektor an einer texanischen Schule und spielte mit lokalen Bands in und um Dallas. Nach seinem Militärdienst arbeitete er 1946 bei Tiny Grimes und trat im New Yorker Club 845 auf. In dieser Zeit entstanden bis 1948 etwa 18 Stücke unter eigenem Namen, davon acht für Blue Note Records. In den frühen 1950er Jahren kehrte er nach Dallas zurück, arbeitete im Schulsystem und spielte nur noch mit lokalen Formationen. Er unterrichtete an der Wichita Falls High School und der Lincoln High School in Dallas und war u. a. Lehrer für Leo Wright aus Wichita Falls und James Clay aus Dallas. 1975 trat er auf der Grande parade du Jazz in Nizza auf.
Im Laufe seiner aktiven Zeit als Musiker spielte John Hardee mit Clyde Bernhardt, Cousin Joe, Russell Procope, Earl Bostic, Billy Kyle, Helen Humes, Billy Taylor, Lucky Millinder. Sein Stil auf dem Tenor war stark von Coleman Hawkins und Chu Berry beeinflusst.

## Diskografische Hinweise
Als Leader
- John Hardee Swingtet & Sextet: Various Artists – The Blue Note Swingtets (Blue Note, 1946) mit Tiny Grimes, Gene Ramey und Sid Catlett[1]
- John Hardy Quartet & Quintet: The Tenor Sax Album – The Savoy Sessions (Savoy Records)[2]
- Tired
- John Hardee 1946–1948
- Hardee’s Partee
- The Forgotten Texas Tenor
- Tenor Sax (Blue Note, 1946)
- Al Haig, Coleman Hawkins, Wardell Gray, John Hardee: Al Haig Meets The Master Saxes, Volume One (Spotlite Records, 1977)
- A Little Blue (Black And Blue, 1999)

Als Sideman
- Tiny Grimes: The Complete 1944-1950, Vol. 1 & 2 (Blue Moon)
- John Hardee mit Russell Procope Big Six & Billy Kyle’s Big Eight: Giants Of Small-Band Swing, Vol.1 (OJC, 1946)
- Helen Humes: 1945–1947 (Classics)
- Billy Kyle: 1937–1938 (Classics)

## Sammlung
- The Complete Blue Note Forties Recordings of Ike Quebec and John Hardee. Mosaic, 1984. – 4 LPs: John Hardee mit Tiny Grimes, Sammy Benskin, John Simmons, Big Sid Catlett, Jimmy Shirley, Gene Ramey, Trummy Young, Marlowe Morris – Rest der Sammlung bei Ike Quebec